# تذکره الخواص
تذکرة الخواص یا تذکرة الخواص من الامة بذکر خصائص الائمة کتابی است تالیف سبط ابن جوزی در باب تاریخ زندگانی داوزده امام شیعه. همچنین در این کتاب به زندگانی همسران و فرزندان امام اول شیعیان و خدیجه کبری نیز پرداخته شده‌است. کتاب تذکرة الخواص مطالب برخی از منابع از دست رفته و نایاب را در خود جای داده است. برای مثال، مشتمل بر مطالب مقتل ابومخنف است و از این رو، در مواردی مانند تاریخ حادثه کربلا ارزش تاریخی قابل توجهی دارد. 
این کتاب اولین بار در ایران در سال ۱۲۸۵ هجری قمری ترجمه و در کردستان چاپ شده‌است. در سال ۱۳۶۹ نیز در نجف و در سال ۱۴۰۱ در بیروت منتشر گردیده‌است .
نسخه‌های خطی متعددی از آن در کتاب خانه‌های ایران از جمله کتابخانه مجلس شورای اسلامی ، کتابخانه آیت‌الله مرعشی نجفی ، کتابخانه آستان قدس رضوی و کتابخانه آیت‌الله گلپایگانی موجود است.